# Loch Long (Highland)
Loch Long (Schots-Gaelisch: Loch Bracadail) is een inham aan de westkust van Schotland. In het westelijke uiteinde van de inham vormen Loch Duich, een andere inham, en Loch Long samen Loch Alsh.
In de buurt van de samenvloeiing van Loch Long en Loch Duich staat het kasteel Eilean Donan Castle.